# Jules Mouquet
Jules Ernest Georges Mouquet, né le 10 juillet 1867 à Paris (1er arrondissement) et mort le 25 octobre 1946 dans la même ville (6e arrondissement), est un compositeur français.

## Biographie
Bien qu'issu d'une famille d'artisans et commerçants, Jules Mouquet est très vite attiré par la musique. Il étudie au Conservatoire de Paris la composition avec Théodore Dubois, l'harmonie avec Xavier Leroux, et obtient au sein de l'établissement un deuxième prix de contrepoint et fugue en 1893. En 1896 il est lauréat du Grand Prix de Rome avec sa cantate Mélusine, puis remporte deux autres prix de composition décernés par l'Institut, le prix Trémont en 1905 et le prix Chartier en 1907 pour sa production de musique de chambre. Il devient par la suite professeur d'harmonie au Conservatoire de Paris en 1913, où il comptera parmi ses élèves Léo-Pol Morin et Édouard Souberbielle. Il est fait chevalier dans l'ordre des Palmes académiques en 1914.

## Œuvre
Les principales influences de Jules Mouquet sont les compositeurs impressionnistes et les romantiques tardifs, avec comme caractéristique un goût prononcé pour l'Antiquité et la Grèce. Ceci se retrouve en particulier dans les titres de ses œuvres orchestrales comme la Marche antique ou les poèmes symphoniques Diane et Endymion et Persée et Andromède (qui sont des envois de Rome), dans ses pièces de musique de chambre avec une Danse grecque pour flûte et piano ou harpe et un Divertissement grec pour flûte et harpe ou piano, ou encore dans ses compositions pour piano telles que les Études antiques. 
Son œuvre la plus connue est probablement sa Sonate op. 15, La Flûte de Pan, composée en 1904 pour flûte et piano (qui existe également dans une version pour flûte et orchestre), toujours au répertoire des flûtistes d'aujourd'hui, et qui s'articule en trois mouvements évocateurs : Pan et les bergers, Pan et les oiseaux, Pan et les nymphes. Il en existe de nombreux enregistrements. On compte aussi parmi sa production de musique de chambre une Suite en 3 mouvements pour septuor à vent (flûte traversière, hautbois, deux clarinettes, cor et deux bassons) et plusieurs pièces de concours pour clarinette et piano, flûte et piano, hautbois et piano, basson et piano, ou encore cornet à pistons et piano.
On lui doit en outre Le Jugement dernier, un poème symphonique et vocal qui est également un envoi de Rome, dont la première exécution publique date de 1902. L’œuvre est écrite pour soli, chœur et orchestre. Parmi différents motifs musicaux, elle utilise ceux des deux premiers vers de la prose Dies iræ.

## Catalogue
Ses principales compositions sont :
- Aubade op. 1, pour piano ou orchestre
- Diane et Endymion, op. 2, prélude symphonique pour orchestre
- Premier Quatuor à cordes, op. 3
- Nocturne pour orchestre, op. 4
- Persée et Andromède, poème symphonique
- Les captives, op. 6, chœur pour 4 voix de femmes et contralto solo avec accompagnement de piano ou d'orchestre
- Le Sacrifice d'Isaac, op. 7, poème biblique
- Le Jugement dernier, op. 8, poème symphonique et vocal en deux parties
- Suite symphonique op. 9, pour orgue Mustel (1902)
- Sonate op. 10, pour orgue Mustel (1902)
- Solo de concours pour clarinette et piano (1902)
- Au village, op. 11, tableau symphonique pour orchestre (1902)
- Danse grecque op. 14, pour flûte et piano ou harpe, ou orchestre
- La flûte de Pan, sonate op. 15 pour flûte et piano (ou orchestre) (1904)
- Première sonatine pour piano, op. 16
- Deuxième et Troisième sonatines pour piano, op. 17
- Marche antique op. 18, pour orchestre
- Sonate pour piano et violon op. 19 (1905)
- Berceuse op. 22 pour flûte et piano ou quintette à cordes (1907)
- Divertissement grec op. 23 pour flûte et harpe ou piano (1908)
- Sonate pour piano et violoncelle op. 24 (1907)
- Deux petites pièces op.25, pour piano ou orchestre à cordes (1908)
- Rapsodie op. 26, pour saxophone alto ou cor anglais avec accompagnement de piano (1908)
- Légende héroïque op. 27, pour cornet à pistons avec accompagnement de piano (1908)
- Poèmes de l'enfance, op. 28, six mélodies
- Églogue op. 29, pour flûte et piano (1909)
- Suite pour septuor à vent
- Bucolique op. 31, pour hautbois et piano (1910)
- Les nymphes, chœur pour 3 voix de femmes avec accompagnement de piano
- Scherzo en ut majeur pour piano (1912)
- Ballade op. 34, pour basson et piano (1912)
- Études antiques op. 35 pour piano (1913)
- À la brune, mélodie (1913)
- Deux pièces pour orgue
- Trois Esquisses op. 38, pour piano, ou piano et violon ou piano, violon et violoncelle (1924)
- Cinq pièces brèves op. 39 pour flûte et piano (1925)
- Impromptu op. 40, pour cornet à pistons avec accompagnement de piano (1924)